# Épieds-en-Beauce
Épieds-en-Beauce település Franciaországban, Loiret megyében. Lakosainak száma 1446 fő (2022. január 1.). Épieds-en-Beauce Charsonville, Coulmiers, Gémigny, Saint-Sigismond, Tournoisis, Villamblain és Beauce-la-Romaine községekkel határos.

## Népesség
A település népességének változása:
| Lakosok száma | 862  | 932  | 1028 | 1330 | 1495 | 1475 | 1435 | 1430 | 1419 | 1446 |
|               | 1968 | 1982 | 1990 | 2006 | 2013 | 2015 | 2017 | 2019 | 2020 | 2022 |